# 牧山雅文
牧山 雅文（まきやま まさふみ、1979年12月24日 - ）は、佐賀県出身の男性アーチェリー選手。2000年シドニーオリンピックアーチェリー個人、団体日本代表。厳木高校、近畿大学卒業。